# Camerata Nuova
Camerata Nuova ist eine italienische Gemeinde in der Metropolitanstadt Rom in der Region Latium mit 412 Einwohnern (Stand 31. Dezember 2023). Sie liegt 75 km östlich von Rom.

## Geographie
Camerata Nuova liegt im Regionalpark der Monti Siumbrini, einem Vorgebirge der Abruzzen. Es ist Mitglied der Comunità Montana Valle dell’Aniene.

### Verkehr
Camerata liegt von der Autobahn A24, Strada dei Parchi, Auffahrt Carsoli, 12 km entfernt.

## Bevölkerungsentwicklung
| 1871 | 1901 | 1921 | 1951 | 1971 | 1991 | 2001 |
| ---- | ---- | ---- | ---- | ---- | ---- | ---- |
| 770  | 464  | 1171 | 952  | 1971 | 557  | 476  |

## Politik
Settimio Liberati (Lista Civica: Un Futuro Per Camerata Nuova) wurde am 11. Juni 2017 zum Bürgermeister gewählt.

## Ehrenbürger
Terence Hill und Bud Spencer sind Ehrenbürger von Camerata, seit sie verschiedene Filmszenen unter anderem einen großen Teil des Films Die rechte und die linke Hand des Teufels in der Abruzzenlandschaft der Gemeinde gedreht haben.